# سنگاپور (فیلم ۱۹۴۷)
سنگاپور (انگلیسی: Singapore) فیلمی در ژانر رمانتیک و درام است که در سال ۱۹۴۷ منتشر شد.

## بازیگران
- فرد مک‌موری
- اوا گاردنر
- رولاند کالور
- ریچارد هایدن
- اسپرینگ باینگتون
- توماس گومز
- پرتر هال
- جرج لوید